# Sanjiazi, Liaoning
Sanjiazi är en köping i Kina. Den ligger i provinsen Liaoning, i den nordöstra delen av landet, omkring 130 kilometer söder om provinshuvudstaden Shenyang. Antalet invånare är 14 835. Befolkningen består av 7 052 kvinnor och 7 783 män. Barn under 15 år utgör 15,0 %, vuxna 15-64 år 73 %, och äldre över 65 år 11,0 %.
Runt Sanjiazi är det ganska tätbefolkat, med 108 invånare per kvadratkilometer. Närmaste större samhälle är Hanghuadian, 17,0 km sydost om Sanjiazi. Trakten runt Sanjiazi består till största delen av jordbruksmark.
Genomsnittlig årsnederbörd är 1 131 millimeter. Den regnigaste månaden är juli, med i genomsnitt 319 mm nederbörd, och den torraste är januari, med 9 mm nederbörd.